# Kalikatak
Kalikatak is een bestuurslaag in het regentschap Sumenep van de provincie Oost-Java, Indonesië. Kalikatak telt 4855 inwoners (volkstelling 2010).